# Porricondyla antennata
Porricondyla antennata är en tvåvingeart som beskrevs av Ephraim Porter Felt 1915. Porricondyla antennata ingår i släktet Porricondyla och familjen gallmyggor.
Artens utbredningsområde är New York. Inga underarter finns listade i Catalogue of Life.